# Сандаль, Ингрид
Ингрид Сандаль (швед. Ingrid Sandahl, 5 ноября 1924, Стокгольм — 15 ноября 2011, Эребру) — шведская гимнастка, чемпион летних Олимпийских игр в Хельсинки (1952) в групповых вольных упражнениях.

## Спортивная карьера
Выступала за стокгольмский клуб GK Hermes. Выступала на летних Играх в Лондоне (1948) и Хельсинки (1952). Чемпионка Олимпийских игр (1952) и первенства мира (1950) в групповых вольных упражнениях.